# Quintus Roscius Gallus
Quintus Roscius est un danseur et acteur romain  à Solonium, près de Lanuvium, et mort en 62 av. J.-C..
Le cognomen Gallus, qui n'est attesté que par une scholie dans un manuscrit du Pro Archia de Cicéron, est douteux.
Doué d'une belle figure et d'une allure virile, mais affecté d'un léger strabisme, il étudie les gestes et expressions des orateurs qui plaident au Forum, plus particulièrement Quintus Hortensius Hortalus. Il donne des leçons d'élocution à Cicéron. Il a pour rival le comédien Clodius Aesopus. Il est selon Plutarque fort apprécié de Sylla.
Il a rédigé un livre (perdu), Histrionia, dans lequel il compare l’art de l’orateur et celui de l’histrion.
Jusqu'au XIXe siècle, son nom désigne un acteur au talent supérieur, que ce soit dans la comédie ou la tragédie. L'acteur anglais Garrick est qualifié de "Roscius anglais" dans un article du Courrier des spectacles  du 8 juillet 1801. L'acteur noir américain Ira Aldridge fut qualifié d'« African Roscius » par The Times en mars 1848.
L'Histoire littéraire de la France lui consacre un chapitre.